# Marsai Ágnes
Marsai Ágnes (Pécs, 1951. október 5. –) magyar keramikus, szobrász, grafikus, tanár.
Főleg kisplasztikákat alkot. Ehhez agyagot, fát, fémet és üveget használ. Üvegplasztikáival többször részt vett a pécsi Országos Kisplasztikai Biennálén. Homokfúvott, gravírozott, foncsorozott síküvegeket használt. Agyagmunkáit láthattuk az Országos Kerámia Biennálén. Agyag Betleheme szerepelt Rómában a Nemzetközi Jászolkiállításon. 2000-től főképp grafikákat alkotott, ceruzarajzokat és papírkollázsokat. Jelenleg is leginkább grafikákat készít és síküveggel dolgozik. Sorozataiban gyakran merít a magyar hagyományokból. (Csodaszarvas, Lélekmadár) Szívesen illusztrál irodalmi alkotásokat. Könyvei: Kalligráfia (Halmai Tamás költővel); Zsópi és a színek (színezőkönyv); ICIRI-PICIRI (rovásos meseköny).
Hosszúhetényben él.

## Pályája
A pécsi Művészeti Szakközépiskolában érettségizett 1971-ben, kerámia szakon. ezután a Pécsi Tanárképző Főiskolán tanult (1976). 
Mesterének Papp Gábor művészettörténészt tartja.
Pedagógusként, többféle, művészetekhez kapcsolódó tantárgyat tanított. A Pécsi Tudományegyetem építészeti karán, a Pécsi Művészeti Szakközépiskolában, és más középiskolákban, valamint a felnőttképzésben oktatott.

## Egyéni kiállításai
- 1977. Zebegény (Szőnyi István Múzeum)
- 1988.  Pécs (Jurisics Általános Iskola)
- 1998.  Debrecen (Tócoskerti Református Templom)
- 2000.	Pécs, "Fohász" (Pécsi Bazilika)
- 2000.	Pécs, "Csodaszarvas" (Baranya Ház Galéria)
- 2001.	Debrecen, "Szép agancsa gyúlva gyullad" (Egyetem Galéria)
- 2001.	Debrecen, "Madarak" (Tócoskerti Református Templom)
- 2001.	Budapest, "Szarvasok, Asszonyok, Madarak" (Magyarok Háza)
- 2002.	Pécs, "Ablakok" (Arthus Galéria)
- 2003.	Pécsvárad, (Pécsváradi Vár lovagterme)
- 2003.	Pécs, "Bibliai képek" (Arthus Galéria)
- 2004.	Hosszúhetény, "Mély a múltnak kútja" (AMK Kultúrház)
- 2006.	Sárospatak, "Utak" (Sárospataki Templom Galéria)
- 2006.	Debrecen, "Utak" (Dóczy Galéria)
- 2006.	Nagyvárad, "Utak" (Partiumi Keresztény Egyetem)
- 2007.	Hosszúhetény, "Vers, gondolat, kép" (AMK Kultúrház)
- 2007.	Pécsvárad, "Eső a homokra" (Fülep Lajos Városi Műv. Kp.)
- 2007.	Mohács, "Eső a homokra" (Széchenyi Ifjúsági Centrum)
- 2008.	Budapest "A világ felett őrködik a Rend" (Magyarok Háza)
- 2008.	Székesfehérvár "Eső a homokra" (Vörösmarty terem)
- 2008.  Komló "Bibliai képek" (Komlói Múzeum)
- 2009.  Keszthely "Eső a homokra" (Balaton Központ)
- 2011.  Budapest "Csodaszarvas és Lélekmadár" (Két Hollós Galéria)

2012. Budapest „Eső
a homokra” (Klebelsberg Kunó Kultúrkúria)
2012. Pécs „Hazám,
hazám te mindenem” (Református Kollégium)
2013. Pécs  „Eső a homokra” (Művészetek és Irodalom Háza)
2013. Baja  „Hazám, hazám te mindenem” (MNÁMK Galéria)
2013. Pécs
"Bibliai képek" (Dómmúzeum)
2014.Komló "Hazám, hazám te mindenem" (Komlói Színház)

## Csoportos kiállításokon
1976, 1978, 1995, 1997 • V., VI., XIV., XV. Országos Kisplasztikai Biennálé, Pécs
1980 - VI. Országos Kerámia Biennálé, Pécsi Galéria, Pécs
2001 • Építészképzés, Pécsi Galéria, Pécs.
 

## Megbízásra készített műve
1978  Kőrösi Csoma Sándor, dombormű, bronz, Pilis-Dömörkapu
2008  Kőrösi Csoma Sándor,
dombormű, creaton, Budapest
2014  Bocz Gyula, dombormű, creaton, Hosszúhetény 